# Cyphia nyikensis
Cyphia nyikensis är en klockväxtart som beskrevs av Mats Thulin. Cyphia nyikensis ingår i släktet Cyphia, och familjen klockväxter.
Artens utbredningsområde är Malawi. Inga underarter finns listade i Catalogue of Life.